# Andrija Jovićević
Andrija Jovićević (Rijeka Crnojevića, 8. februar 1870 – Rijeka Crnojevića, 3. jul 1939) bio je crnogorski prosvjetni radnik, etnolog i pisac.

## Biografija
Rođen je 8. februara 1870. u Riječkome Gradu (Obod), poviše Rijeke Crnojevića. Osnovnu školu završio je u rodnome gradu, a nižu gimnaziju na Cetinju (1885/86. godine). Zbog materijalnih nepogoda nije uspio završiti srednju školu, uprkos darovitosti i odličnom uspjehu. No ta mu je darovitost, uz činjenicu da nije bilo dovoljno prosvjetnoga kadra, bila prohodnica da već kao šesnaestogodišnjak započne učiteljsku praksu. Službovanje je započeo u Manastiru Morača, radio je zatim u Poljima kolašinskim, Golubovcima, Bjelicama, Čevu te na kraju kao učitelj i upravitelj škole na Rijeci Crnojevića do penzionisanja 1924. godine. Bio je najplodniji Cvijićev i Erdeljanovićev saradnik. Pored etnoloških istraživanja i istorijskih priloga, ogledao se i kao pripovjedač. Umro je u rodnome mjestu 3. jula 1939.

## Literatura
- Dušan J. Martinović, Portreti, Cetinje, 1983.
- Milorad Nikčević, Istorija crnogorske književnosti, knj. III, ICJK, Podgorica, 2012.
- Adnan Čirgić, Dijalektolozi i crnogorski jezik (do sredine XX vijeka), ZUNS, Pogorica, 2014.

## Spoljašnje veze
- https://www.velika.me/index.php?page_id=995&lang=srpski